# Meruňkovitá renklóda
Meruňkovitá renklóda (Prunus insititia 'Meruňkovitá renklóda') je ovocný strom, kultivar druhu slivoň z čeledi růžovitých. Plodnost je brzká. Plody jsou sladké a mírně aromatické. Jsou určeny na zpracování a konzumaci. Odrůda je vhodná pro malopěstitele, nedozrálé plody snáší přepravu.

## Původ
Stará odrůda, původ neznámý.

## Vlastnosti
Odrůda patří mezi náročnější. Vyžaduje chráněné stanoviště, propustné živné půdy. Odrůda je cizosprašná, opyluje ji Zimmerova. Plody dozrávají začátkem srpna.

### Růst a habitus
Bujný. 

### Plodnost
Brzká, odrůda plodí pravidelně. Sklizeň bývá středně vysoká.

## Plod
Plod je velký kulovitý, smáčknutý, na osluněné straně jsou na jinak žluté slupce červené tečky. Dužnina je žlutá, sladká, mírně aromatická.